# 7172 Мультатулі
7172 Мультатулі (7172 Multatuli) — астероїд головного поясу, відкритий 17 лютого 1988 року.
Тіссеранів параметр щодо Юпітера — 3,496.